# Clytocerus chyuluensis
Clytocerus chyuluensis és una espècie d'insecte dípter pertanyent a la família dels psicòdids que es troba a Àfrica: Kenya i Sud-àfrica.